# Tunisian Railway Company
La Tunisian Railway Company Limited est une compagnie britannique formée en 1872 pour construire et exploiter un réseau de chemin de fer autour de la ville de Tunis en Tunisie. Sa création est due à Sir Richard Wood, consul britannique à Tunis, et Edward Pickering (1828-1886). Le capital de la société est de 225 000 livres sterling.
Un ensemble de trois lignes est concédé le 25 août 1871 à Edward Pickering, puis rétrocédé à un certain John Phillip  Wilkinson le 9 septembre 1872 par décret beylical.
La compagnie obtient en outre la concession de la ligne reliant Tunis à Souk El Arba, mais celle-ci est rétrocédée à la Société de construction des Batignolles en 1877. Cette dernière la confie à sa filiale, la Compagnie des chemins de fer Bône-Guelma.
À la suite de divers déboires, la compagnie disparaît en 1880. Ses actifs sont cédés à la Société de navigation génoise Rubattino.

## Lignes
- Tunis-Nord – El Aouina – Le Kram – La Goulette (19 km), ouverte le 2 août 1872
- Tunis-Nord – Le Bardo (9 km), ouverte en 1873
- Le Kram – La Marsa (6,2 km), ouverte le 30 novembre 1874

## Matériel roulant
- Locomotives à vapeur : type 120T livrée par Sharp-Stewart en 1871 (n° construction 2140) aux chemins de fer de Jersey, acquise en 1872